# Trolejbusy w Wałbrzychu
Trolejbusy w Wałbrzychu kursowały przez trzydzieści lat.
Historia trolejbusów w Wałbrzychu zaczyna się 30 października 1944 roku, kiedy to trasie pl. Grunwaldzki – Dworzec Wałbrzych Dzietrzychów (dzisiaj: Główny) uruchomiono linię 0 o długości 5 km i czasie przejazdu 15 minut. Jednakże aż do 1950 roku ze względu na braki taborowe obsługiwana była wspólnie z tramwajami linii nr 1.

## Historia
Wobec problemów z utrzymaniem i wysoką dekapitalizacją infrastruktury tramwajowej zdecydowano się na rozwijanie komunikacji trolejbusowej jako bardziej się nadającej do zniszczonego szkodami górniczymi Wałbrzycha. W projektowaniu sieci brał udział Roman Podoski.
W 1948 roku przedłużono linię trolejbusową do Dworca Wałbrzych Starzyny (Miasto) a następnie w 1949 przez ulice 22 Lipca i Roli-Żymierskiego (dzisiejsza Piłsudskiego) do placu Tuwima, wtedy pojawiły się linie 6 i 7.

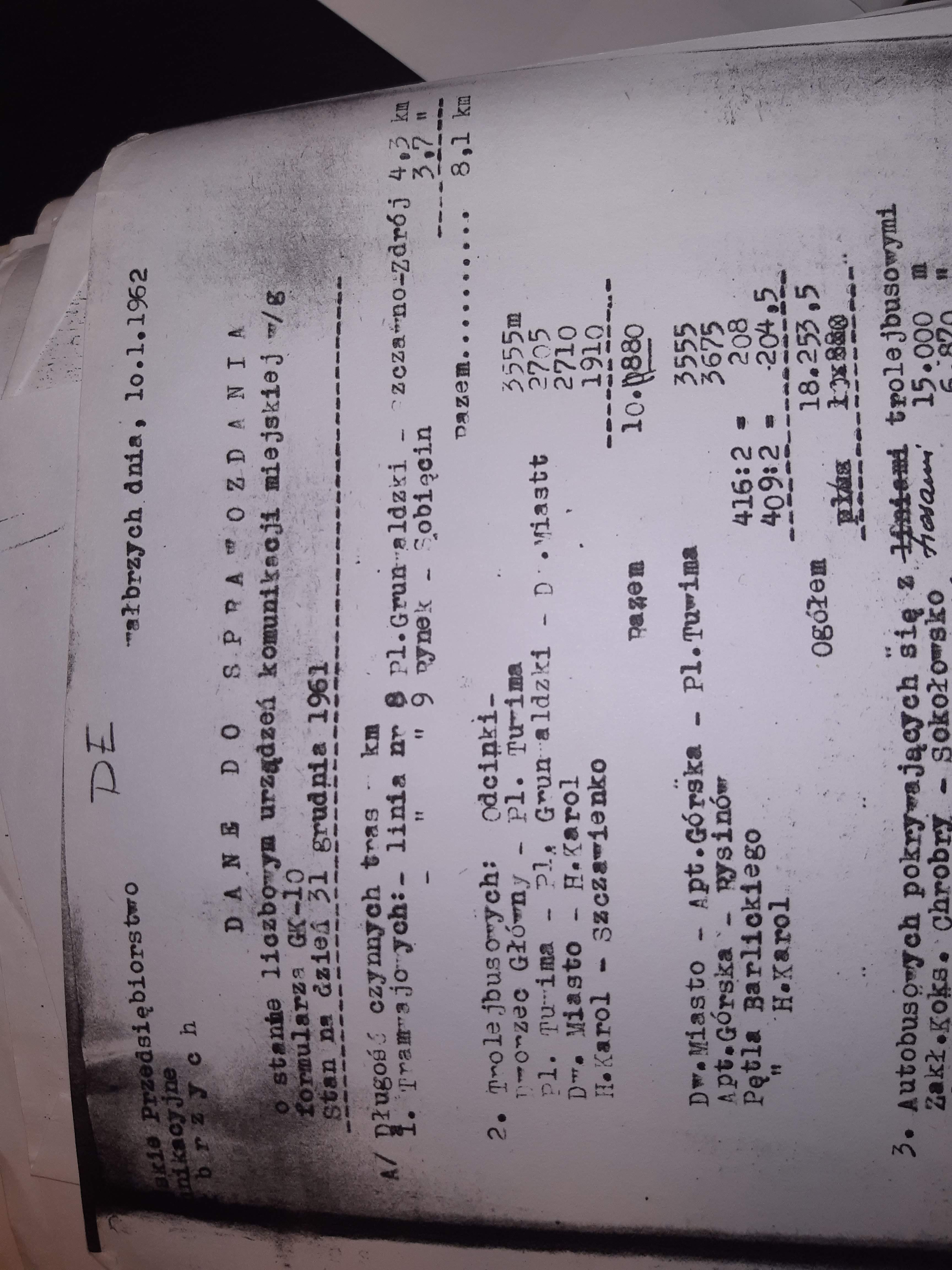

W 1949 rozpoczęły się również dostawy nowych trolejbusów Vetra i liczba trolejbusów wyniosła 16 (włoskie trolejbusy jeszcze w 1946 wyjechały do Wrocławia, a następnie do Gdyni) co spowodowało, że ostatecznie wycofano tramwaje z linii 1. Na następną rozbudowę sieci trzeba było czekać aż do 1959 roku, kiedy to zlikwidowano tramwaj do Szczawienka i uruchomiono linie 2, 3, 4 (linie tramwajowe o numerze 2 i 3 zostały przemianowane na 8 i 9). Koniec lat sześćdziesiątych to okres systematycznych dostaw taboru trolejbusowego, które przedstawia tabela.
W maju 1961 roku uruchomiono linię numer 5 z Dworca Głównego do Rusinowej, a w 1963 roku uruchomiono linię do Sobiecina. Była to ostatnia inwestycja trolejbusowa w Wałbrzychu – planowano jeszcze zastąpienie trolejbusem tramwaju do Szczawna Zdroju (z przedłużeniem do dworca kolejowego oraz wewnątrz uzdrowiska) ale koncepcje tę zarzucono (mimo iż była w trakcie realizacji).
Pierwsze skrócenie trasy trolejbusów nastąpiło już w kwietniu 1967, kiedy ściągnięto sieć z odcinka od dzisiejszej ulicy Wyszyńskiego do pętli w Szczawienku.
W roku 1968 zlikwidowano ostatecznie odcinek Wałbrzych Miasto – Szczawienko, wprowadzając tamże linię autobusową 25. Istniało wtedy 12 linii o numerach od 0 do 11, obsługujących wszystkie najważniejsze dzielnice miasta. Jednak w międzyczasie ilość taboru autobusowego rosła szybciej niż trolejbusów, które w dobie dominacji Mexów zaczęto postrzegać jako zawalidrogi. 1 maja 1968 usunięto trolejbusy z odcinka Dworzec Miasto – Szczawienko i zlikwidowano linie numer 1 i 4, oraz zmieniono trasy linii 2 i 3. 4 maja 1969 r. zlikwidowano sieć nad ulicą Armii Czerwonej od Dworca Miasto do placu Grunwaldzkiego, co zaowocowało likwidacją 1 oraz 7, pojawieniem się linii 0 oraz zmianą trasy szóstki. W 1971 roku na stanie było już tylko 31 trolejbusów, a rok później 21, pozbyto też się jednej stacji prostownikowej.
Rok 1972 to zmierzch komunikacji trolejbusowej w Wałbrzychu. Istniało wówczas pięć linii (0, 3, 4, 9, 10). Jednakże po zlikwidowaniu 1 maja 1972 linii do Sobięcina zostały tylko 0, 3, 4, które przemianowano na A, B, C. Najdłużej przetrwała linia C – do 30 czerwca 1973 r. (A i B zlikwidowano 1 kwietnia tego samego roku).

## Źródła

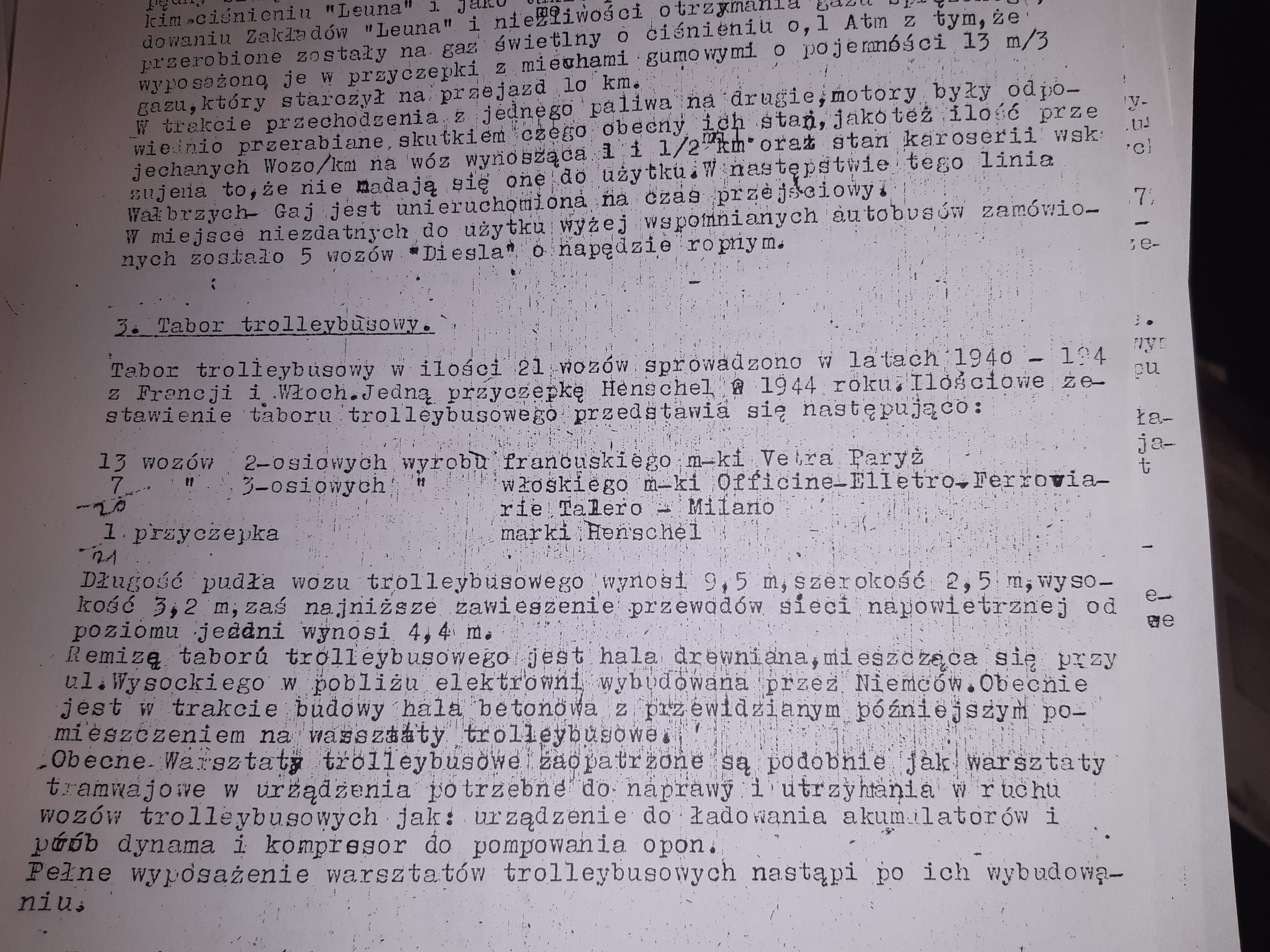